# オフィス・ティービー
有限会社オフィス・ティービーは、日本の芸能事務所。日本芸能マネージメント事業者協会・日本声優事業社協議会会員。俳優、声優のマネージメント、楽曲、映像の制作、キャスティング業務なども行っている。

## 所属俳優・声優

### 男性
- 高岡瓶々
- 広田みのる
- 西尾将
- 池田和良
- 竹間祐人
- 松おかタクシー
- 五位渕ヴィゴ
- 荒堀巧哉
- 長塚友翔
- 麻川翔希
- 本橋拓哉
- 菅原滉平

### 女性
- 中野めぐみ
- 渚兎奈
- 中村紗彩
- みやかわ香月
- こうち澪
- 淺沼海
- 木本くるみ
- 菖蒲みらい
- 海野由夏
- 猪野穂乃香
- 西山はる香
- 森園そら
- 奈良風香
- 斎藤光
- 前野茉奈
- 折江春美
- 鈴森レタス
- 小林菜乃
- 杉山咲弥
- 田中来実
- 茅本涼花
- 樋口友菜
- 八代朱音
- 松田梨愛
- 武岡ミナミ
- 宮浦ななこ

## 制作
- YouTube番組等の映像制作　ティービーランド - YouTubeチャンネル
- 番組制作　Style/Style
- 音楽制作
- キャスティング業務（ゲーム、アニメ、海外ドラマ映画の吹替え等）

## かつて所属していた声優・俳優・タレント
- 桧山あきひろ
- 羽野だい豆（現所属：センテナリア）
- しおみそうま（フリー）
- 下田屋有依
- 松宮可奈（フリー）
- 降幡愛（現所属：アクロスエンタテインメント）